# Тіа Клейтон
Тіа Клейтон (англ. Tia Clayton; нар. 17 серпня 2004) — ямайська легкоатлетка, яка спеціалізується у бігу на короткі дистанції.
Сестра-близнючка атлетки  — Тіна Клейтон, також спринтерки.

## Спортивні досягнення
Дворазова чемпіонка світу серед юніорів в естафетному бігу 4×100 метрів (2021, 2022). На обох чемпіонатах здобуття золотої нагороди в естафеті супроводжувалось встановленням світового рекорду серед юніорів — 42,94 у 2021 та 42,59 у 2022.